# VZLUSAT-1
VZLUSAT-1 byla česká technologická nanodružice vybavená miniaturizovaným rentgenovým dalekohledem, přístrojem FIPEX pro měření koncentrace kyslíku v atmosféře a nově vyvinutým radiačním štítem z kompozitního materiálu. Družice byla vynesena na oběžnou dráhu dne 23. června 2017 raketou ISRO PSLV-C38, která startovala z kosmodromu Šríharikota v rámci mezinárodní mise QB50. Družice byla vyvinuta ve VZLU AEROSPACE ve spolupráci se soukromými firmami a univerzitami. Její životnost byla původně odhadována na jeden rok. I po více než pěti letech ale systémy družice stále plně fungovaly a poskytovaly vědecká a technologická data. Družice shořela 6. června 2023 v atmosféře.
Družice VZLUSAT-1 je sedmou českou nebo československou družicí. Před ní bylo vypuštěno v letech 1978 až 1996 celkem pět družic Magion a v roce 2003 družice MIMOSA. 

## Popis sondy
VZLUSAT-1 byla družice typu CubeSat o velikosti 2U (20x10x10 cm), vybavená výklopnými panely a vysouvací rentgenovou optikou. Po vysunutí panelů a optiky na orbitě se její velikost zvětšila na 10x10x35 cm. Družice vážila 2 kg.

## Průběh mise
Tým VZLUSAT-1 30.6 2017 oznámil: „Stahujeme data z palubního počítače. Data byla ukládána od prvního okamžiku mise na oběžné dráze. Nyní po nastavení datových přenosů začínáme data stahovat. První reálná data můžete vidět na stránkách pozemní stanice v záložce OBC WOD." Na pozemní stanici jsou každý den (stav k 11. 7. 2017) vidět nová stahovaná data. Tým kolem družice více informací nezveřejňuje a družice tedy běží v utajeném režimu.
V létě 2020 se stal VZLUSat-1 nejdéle fungující českou nebo československou družicí. Předchozím držitelem tohoto rekordu byla družice Magion 5, která posílala údaje po dobu tří let a 2 měsíců.
Satelit 5. června 2023 přestal komunikovat a po téměř šesti letech fungování shořel v atmosféře. Stal se druhým nejdéle fungujícím CubeSatem typu 2U na světě.

## Oběžná dráha
Družice obíhala kolem Země po polární dráze, byla vypuštěna ve výšce 505 km a byla jí udělena rychlost 7 km/s. Na této dráze družice oběhla Zemi jednou za 94 minut a 42 sekund.

## Přístroje na palubě VZLUSAT-1
- Miniaturizovaný rentgenový dalekohled. Cílem mise VZLUSAT-1 je ověřit nový koncept miniaturizovaného rentgenového dalekohledu, který nebyl dosud v kosmu nikdy použit.
- Kompozitní materiál pro stínění kosmické radiace. Cílem mise VZLUSAT-1 je ověřit vlastnosti nového radiačního štítu vyvinutého v ČR.
- Výzkum atmosféry přístrojem FIPEX. Měření atomárního a molekulárního kyslíku.

## VZLUSAT-2
13. ledna 2022 byla raketou Falcon 9 vypuštěna následnická družice VZLUSAT-2. Nanosatelit je vybaven experimentální kamerou a jednotkou pro přesné řízení orientace. Kromě toho jsou na jeho palubě také další generace přístrojů, které se již osvědčily na předchozím satelitu VZLUSAT-1, a také několik zařízení, které dodaly české univerzity a soukromé společnosti. VZLUSAT-2 Je jedinou českou družicí, která dokáže (mimo jiné) pořídit fotografie planety Země s vysokým rozlišením. Zaslala například snímky Prahy, Orlíku, pohraničí ČR, Slovenska a Rakouska, nebo snímek Alp.